# Castell de Santa Maria la Mar

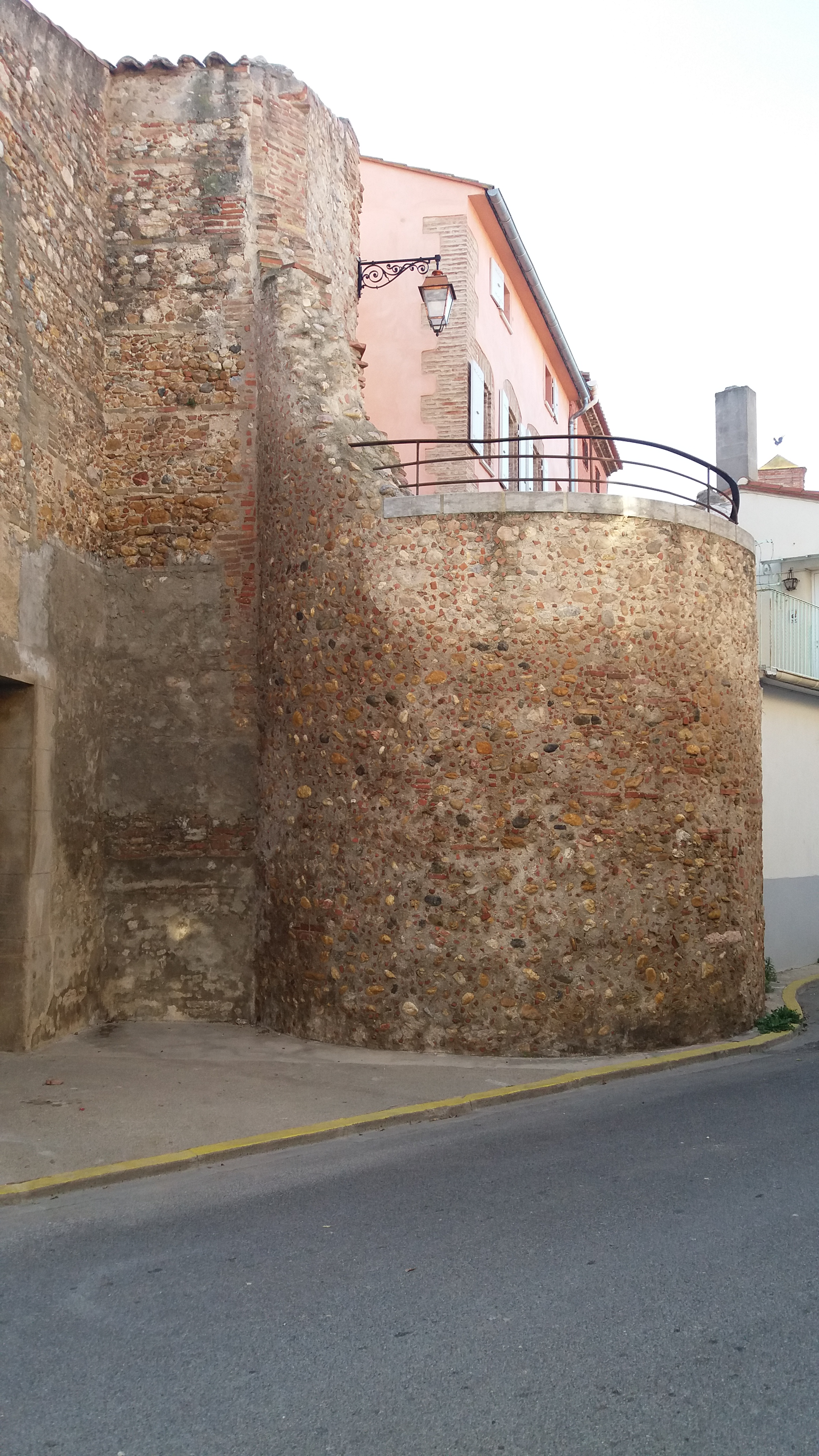
Torre de la muralla medieval de Santa Maria la Mar

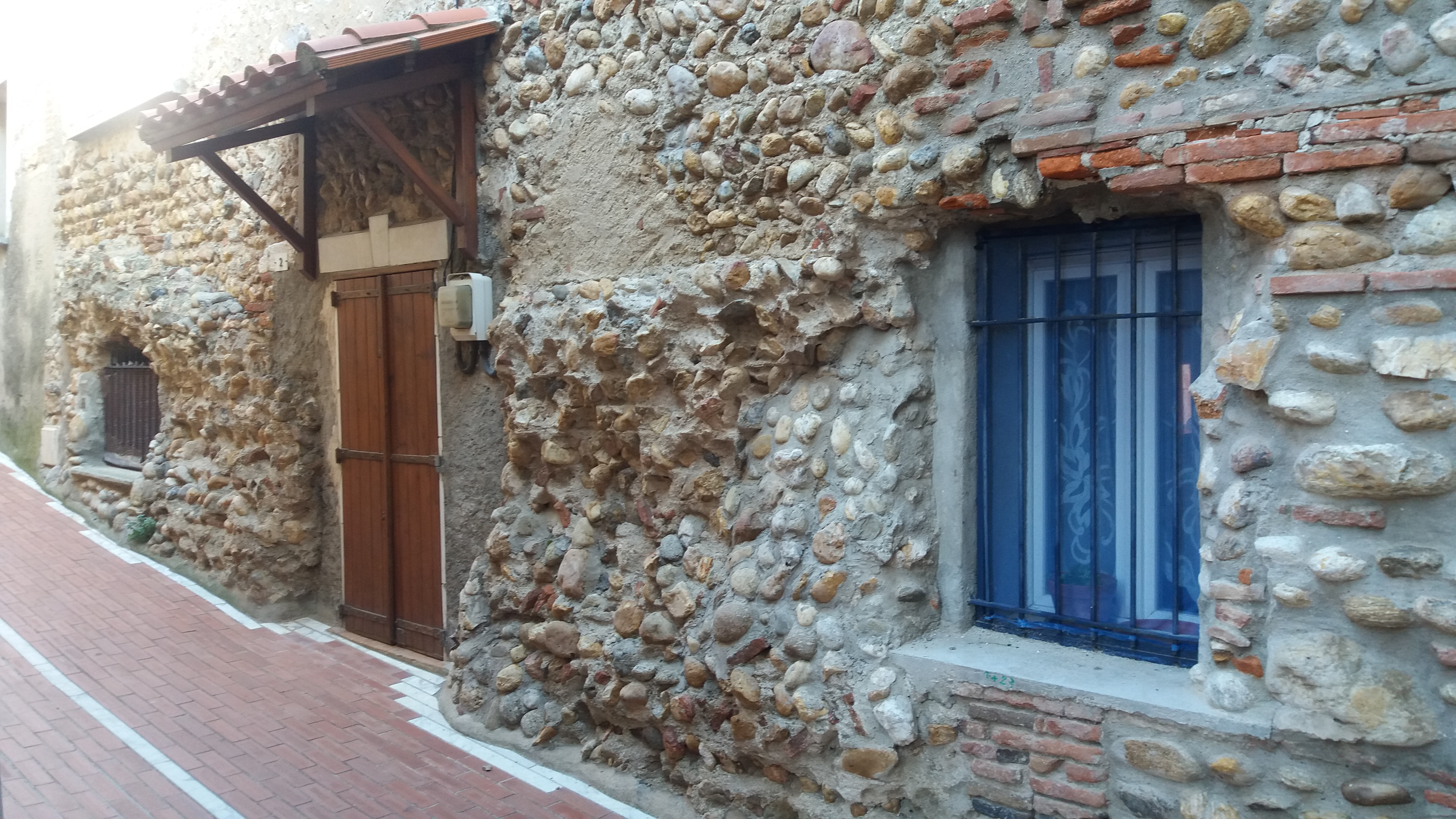
Fragment interior de la muralla medieval de Santa Maria la Mar

El Castell de Santa Maria la Mar, també denominat força i recinte fortificat és un castell medieval d'estil romànic del segle xi situat en el poble de Santa Maria la Mar, a la comarca del Rosselló, a la Catalunya Nord.
Està situat al lloc més enlairat del poble, on queden alguns vestigis d'aquesta construcció, des de l'església parroquial cap al nord.
El 1198 consta documentada aquesta força o castell dins dels dominis de Ramon I de Canet: el rei Pere el Catòlic li concedeix d'erigir una forcia dins de la parròquia de Santa Maria de Pabirans o dins de la de Sant Andreu de Bigaranes. Després del 1322, any de creació del vescomtat de Canet, aquest castell consta dins dels seus dominis. Les possessions documentades d'aquest castell són exactament les mateixes que la resta del vescomtat.
Es tracta d'un castell del segle xii, de planta aproximadament rectangular (a partir de les restes conservades es pot reconstruir el traçat de la seva planta), d'uns 120 metres de llarg per 70 d'ample. Devia tenir dos carrers paral·lels de sud a nord, i tres o quatre de transversals. A l'angle nord-oest hi ha les restes d'una torre d'angle, i alguns trams de muralla, fets de còdols del Tet; més al sud hi ha les restes d'un antic portal, ara molt restaurat, i al sud del recinte, l'església de Santa Maria, en part integrada en aquest recinte defensiu.
És de destacar que el primer barri que es formà a Santa Maria la Mar fora muralles es va anomenar de darrere la muralla. Avui dia encara hi ha un carrer amb aquest nom.